# Amper (veletrh)
AMPER je mezinárodní veletrh elektrotechniky a elektroniky. Poprvé se veletrh AMPER konal v roce 1993 v Paláci kultury v Praze a v roce 1994 se ho účastnilo 311 společností. V roce 1996 se veletrh přemístil s pěti sty šesti vystavovateli do veletržního areálu na pražském Strahově, kde se konal do roku 1999. V roce 2000 byl veletrh AMPER organizován na Výstavišti Praha. Veletrhu se účastnilo v té době již kolem šesti set sedmdesáti společností z 12 zemí světa. V roce 2002 se veletrh přesunul na Výstaviště PVA v Letňanech, kde vydržel po dobu osmi let. 19. ročník veletrhu se v roce 2011 přesunul na Brněnské výstaviště. Organizátorem veletrhu je společnost Terinvest.